# Eulàlia de Mèrida
|  | «Santa Eulàlia de Mèrida» redirigeix aquí. Vegeu-ne altres significats a «Santa Eulàlia de Mèrida (desambiguació)». |

Eulàlia de Mèrida, d'acord amb l'hagiografia, fou una noia hispanoromana cristiana, martiritzada a Mèrida, capital de la Lusitània durant la persecució de Dioclecià, al final del segle iii. La seva història es basa en el llibre tercer del Peristephanon d'Aureli Climent Prudenci, que li dedicà un himne a la santa i que possiblement es basa en una passio ja perduda. Tot i la fantasia que acompanya la descripció del martiri, és possible que ornamenti el fet real d'una noia de Mèrida; el seu culte, ja documentat el 350, fa versemblant la seva existència.
Amb el temps, la seva llegenda, traslladada a Barcelona, va donar origen a la creació d'una figura inexistent, Santa Eulàlia de Barcelona, amb una història similar, que és venerada com a patrona de la ciutat de Barcelona. És un cas de desdoblament de personalitat hagiogràfica.

## Llegenda
Eulàlia era una cristiana devota d'uns dotze o catorze anys. En decretar-se que tots els ciutadans fessin sacrifici als déus pagans, el 304, per demostrar la seva creença, la mare de la noia la portà fora de la ciutat, per evitar que hagués de fer-ho. Eulàlia, però, va escapar i es presentà al tribunal on, davant del governador Dacià, va declarar-se cristiana i va fer burla dels déus pagans. El governador intentà convèncer-la fent servint la tortura: Va ser fuetejada, esguerrada amb ganxos i cremada amb torxes i a la foguera, etc. Va ser crucificada en una creu en forma d'aspa, despullada: Per a cobrir-ne la nuesa, va nevar i la neu va cobrir-la; en morir, l'ànima de la noia, en forma de colom blanc, va sortir de la seva boca.

### Júlia de Mèrida
Sovint apareix associada a Santa Júlia de Mèrida, també una jove martiritzada en la mateixa persecució, la festivitat de la qual també se celebra el 10 de desembre. D'historicitat dubtosa, era germana, amiga o criada d'Eulàlia, segons la font que es consulti. També cristiana, va voler acompanyar Eulàlia; la tradició diu que caminava al davant d'aquesta, però que Eulàlia li digué que, encara que ella anés al davant, seria ella la primera a ésser morta: Efectivament, Júlia va ésser martiritzada després que ho fos Eulàlia.
La seva figura va quedar sempre a l'ombra d'aquesta i les fonts més antigues no l'esmenten, com ara l'himne de Prudenci. Hom pensa que pot ésser una figura llegendària, incorporada més tard a la llegenda i potser fruit d'una mala lectura del nom Eulalia, que es transformaria en Iulia en alguna inscripció o manuscrit.

## Veneració
Sobre la seva tomba s'edificà un santuari, a Mèrida. El seu culte ja consta documentat cap al 350. La basílica s'aixecà al mateix lloc el 560, per obra del bisbe Fidel de Mèrida. Molt popular a la Hispània visigoda, el seu cos va ser traslladat a Oviedo en 780 per Silo I d'Astúries per a protegir-lo de la invasió musulmana. Avui les relíquies es conserven a la Capella de Santa Eulàlia de la mateixa catedral, en una urna d'argent. El 1639 va ser proclamada patrona d'Oviedo. Fins a la proclamació de la Mare de Déu de Covadonga com a patrona, va ser també santa patrona d'Astúries, on és coneguda com a Olaya o Santolaya.
A Catalunya, és la patrona del Papiol (Baix Llobregat).